# De turno con la angustia
De turno con la angustia é uma telenovela mexicana, produzida pela Televisa e exibida em 1966 pelo Telesistema Mexicano.

## Elenco
- Lucy Gallardo
- Aarón Hernán
- Martha Roth
- Gregorio Casal